# عبد الرحمن العلي
عبد الرحمن العلي (مواليد 4 أبريل 1998) هو لاعب كرة قدم قطري يلعب مع نادي معيذر كحارس مرمى .
لعب في نادي الغرافة ونادي معيذر.